# William Brownfield
William Rivington Brownfield (1952) es un diplomático estadounidense.
Fue embajador de los Estados Unidos en Colombia, Venezuela y Chile. En su país natal fue asistente del secretario de estado para el Bureau of International Narcotics and Law Enforcement Affairs de 2011 hasta 2018.

## Vida personal
Brownfield está casado con Kristie Kenney, exembajadora de los Estados Unidos en Filipinas.

## Venezuela
William Brownfield defiende que las sanciones son la mejor solución para "acelerar el colapso de Venezuela", aunque eso resulte en "meses o años de sufrimiento" para la población.